# Mistrovství Evropy v sumó
Mistrovství Evropy v sumó je sportovní akce s historií od roku 1995.
Počátky sportovního sumo (sumó ve váhových kategoriích) se datují do sedmdesátých let dvacátého století na západní pobřeží Spojených státu, kde žije početná komunita přistěhovalců z Japonska. Do Evropy se sportovní sumó přivezli studenti z amerických univerzit koncem osmdesátých let dvacátého století. První země, která se angažovala v pořádání turnajů bylo Německo. Z ryze amatérského prostřední se v průběhu let postupně stal regulérní sport (cca rok 2008), který je součástí několika multisportovních her (Světové hry apod.). Především potom v zemích s rozvinutou zápasnickou kulturou – území Ruské federace (Tuva, Severní Osetie), Ukrajina, Polsko či Bulharsko) se těší oblibě. V Česku patřili k propagátorům tohoto sportu bratři Jaroslav a Pavel Pořízové.
Evropské turnaje ve sportovním sumó zastřešovala od devadesátých let Evropská unie sumó (ESU) se sídlem v západní Evropě (Německo později Nizozemsko). V roce 2011 došlo k neshodám mezi členskými zeměmi ESU a vznikla druhá Evropská federace sumó (ESF), kterou iniciovala Ukrajina (Serhij Korobko), Polsko a další země. EFS byla v roce 2012 uznána Mezinárodní federací sumó (ISF) jako nová federace zastřešující evropský kontinent. Důsledkem toho byly v roce 2012 pořádany dvě mistrovství Evropy. Jako hlavní důvod této změny byly uvedeny korupční metody vedení ESU. Celou kauzu začalo zatknutí bývalého bulharského sumisty Petara Stojanova v roce 2010.

## Jednotlivé ročníky s vítězi ve váhových kategoriích

### Muži
E.S.U.
| rok  | místo        | −85 kg             | −85 kg             | −85 kg             | −115 kg       | −115 kg       | +115 kg     |
| ---- | ------------ | ------------------ | ------------------ | ------------------ | ------------- | ------------- | ----------- |
| 1995 | Ingolstadt   | ?                  | ?                  | ?                  | ?             | ?             | ?           |
| 1996 | Ženeva       | ?                  | ?                  | ?                  | ?             | ?             | ?           |
| 1997 | Riesa        | ?                  | ?                  | ?                  | ?             | ?             | ?           |
| 1998 | Riesa        | ?                  | ?                  | ?                  | ?             | ?             | ?           |
| 1999 | Kohtla-Järve | S. Binev           | S. Binev           | S. Binev           | A. Monguš     | A. Monguš     | J. Brummer  |
| 2000 | Vratislav    | K. Kuular          | K. Kuular          | K. Kuular          | A. Monguš     | A. Monguš     | J. Brummer  |
| 2001 | Arnhem       | S. Georgiev        | S. Georgiev        | S. Georgiev        | A. Monguš     | A. Monguš     | P. Stojanov |
| 2002 | Mokva        | I. Kurinnoj        | I. Kurinnoj        | I. Kurinnoj        | D. Callagov   | D. Callagov   | R. Paczkow  |
| 2003 | Riesa        | I. Kurinnoj        | I. Kurinnoj        | I. Kurinnoj        | D. Callagov   | D. Callagov   | A. Karajev  |
| 2004 | Szolnok      | I. Kurinnoj        | I. Kurinnoj        | I. Kurinnoj        | A. Monguš     | A. Monguš     | R. Paczkow  |
| 2005 | Visegrád     | S. Bárdosi         | S. Bárdosi         | S. Bárdosi         | M. Kraszewski | M. Kraszewski | P. Stojanov |
| 2006 | Riesa        | P. Schmidt-Düwiger | P. Schmidt-Düwiger | P. Schmidt-Düwiger | A. Bibilov    | A. Bibilov    | P. Stojanov |
| 2007 | Budapešť     | S. Bárdosi         | S. Bárdosi         | S. Bárdosi         | A. Bibilov    | A. Bibilov    | P. Stojanov |
| 2008 | Krotoszyn    | N. Monguš          | N. Monguš          | N. Monguš          | K. Jermakov   | K. Jermakov   | V. Margijev |
| 2009 | Lausanne     | O. Overbosch       | O. Overbosch       | O. Overbosch       | Z. Bagirov    | Z. Bagirov    | B. Cabolov  |
| rok  | místo        | −70 kg             | −85 kg             | −85 kg             | −100 kg       | −115 kg       | +115 kg     |
| 2010 | Varna        | K. Kuular          | S. Georgiev        | S. Georgiev        | M. Alcer      | A. Kazijev    | A. Bagajev  |
| 2011 | Varna        | P. Pieprzak        | A. Gucajev         | A. Gucajev         | N. Nikolov    | T. Džurov     | A. Karajev  |
| rok  | místo        | −70 kg             | −85 kg             | −92 kg             | −100 kg       | −115 kg       | +115 kg     |
| 2012 | Budapešť     | M. Nagy            | Ž. Kungalov        | S. Georgiev        | P. Vroon      | T. Džurov     | C. Christov |

E.S.F.
| rok  | místo     | −70 kg        | −70 kg        | −85 kg     | −92 kg        | −100 kg    | −115 kg       | +115 kg     |
| ---- | --------- | ------------- | ------------- | ---------- | ------------- | ---------- | ------------- | ----------- |
| 2012 | Luck      | P. Pieprzak   | P. Pieprzak   | B. Altyýew | B. Bürbüčük   | V. Drapak  | O. Hordijenko | A. Karajev  |
| 2013 | Varšava   | S. Telenin    | S. Telenin    | An. Monguš | N. Sadigov    | M. Luto    | Z. Karajev    | M. Margijev |
| 2014 | Varšava   | V. Čajka      | V. Čajka      | Aj. Monguš | E. Dopuj-ool  | D. Nuždin  | J. Kozljatin  | M. Margijev |
| 2015 | Šiauliai  | M. Konieczny  | M. Konieczny  | B. Altyýew | B. Bürbüčük   | S. Levenok | A. Kazijev    | A. Karajev  |
| 2016 | Krotoszyn | V. Čajka      | V. Čajka      | B. Altyýew | M. Luganskij  | S. Tülüš   | E. Kara-Sal   | E. Kudzojev |
| 2017 | Tbilisi   | N. Dangyt-ool | N. Dangyt-ool | B. Altyýew | J. Darmochwał | M. Petrov  | S. Tülüš      | E. Kudzojev |
| rok  | místo     | −70 kg        | −77 kg        | −85 kg     | −92 kg        | −100 kg    | −115 kg       | +115 kg     |
| 2018 | Plovdiv   | R. Ondar      | I. Alijev     | S. Šojdun  | N. Nikolov    | M. Emin    | S. Tülüš      | M. Margijev |

### Ženy
E.S.U.
| rok  | místo        | −65 kg            | −65 kg            | −65 kg            | −80 kg            | +80 kg         | +80 kg          |
| ---- | ------------ | ----------------- | ----------------- | ----------------- | ----------------- | -------------- | --------------- |
| 1995 | Ingolstadt   | ?                 | ?                 | ?                 | ?                 | ?              | ?               |
| 1996 | Ženeva       | ?                 | ?                 | ?                 | ?                 | ?              | ?               |
| 1997 | Riesa        | ?                 | ?                 | ?                 | ?                 | ?              | ?               |
| 1998 | Riesa        | ?                 | ?                 | ?                 | ?                 | ?              | ?               |
| 1999 | Kohtla-Järve | V. Betějevová     | V. Betějevová     | V. Betějevová     | K. Kutzová        | B. Krethová    | B. Krethová     |
| 2000 | Vratislav    | I. Patskevičová   | I. Patskevičová   | I. Patskevičová   | E. Witkowská      | O. Kovalenková | O. Kovalenková  |
| 2001 | Arnhem       | J. Novgorodcevová | J. Novgorodcevová | J. Novgorodcevová | N. Bobkinová      | O. Kovalenková | O. Kovalenková  |
| 2002 | Mokva        | J. Lukinová       | J. Lukinová       | J. Lukinová       | M. Dvorecká       | O. Kovalenková | O. Kovalenková  |
| 2003 | Riesa        | J. Lukinová       | J. Lukinová       | J. Lukinová       | S. Pantělejevová  | O. Kovalenková | O. Kovalenková  |
| 2004 | Szolnok      | N. Vorobjovová    | N. Vorobjovová    | N. Vorobjovová    | S. Pantělejevová  | B. Krethová    | B. Krethová     |
| 2005 | Visegrád     | V. Kovalová       | V. Kovalová       | V. Kovalová       | M. Dvorecká       | A. Žigalovová  | A. Žigalovová   |
| 2006 | Riesa        | N. Vorobjovová    | N. Vorobjovová    | N. Vorobjovová    | S. Pantělejevová  | O. Kovalenková | O. Kovalenková  |
| 2007 | Budapešť     | N. Vorobjovová    | N. Vorobjovová    | N. Vorobjovová    | S. Pantělejevová  | O. Kovalenková | O. Kovalenková  |
| 2008 | Krotoszyn    | A. Bojkovová      | A. Bojkovová      | A. Bojkovová      | M. Maksymenková   | A. Žigalovová  | A. Žigalovová   |
| 2009 | Lausanne     | A. Metodievová    | A. Metodievová    | A. Metodievová    | A. Alexandrovová  | O. Davydková   | O. Davydková    |
| rok  | místo        | −55 kg            | −65 kg            | −65 kg            | −80 kg            | −95 kg         | +95 kg          |
| 2010 | Varna        | J. Salachovová    | A. Bojkovová      | A. Bojkovová      | A. Alexandrovová  | M. Dvorecká    | O. Davydková    |
| 2011 | Varna        | J. Salachovová    | A. Metodievová    | A. Metodievová    | A. Alexandrovová  | M. Dvorecká    | A. Žigalovová   |
| rok  | místo        | −55 kg            | −65 kg            | −73 kg            | −80 kg            | −95 kg         | +95 kg          |
| 2012 | Budapešť     | V. Genčevová      | A. Metodievová    | M. Georgievová    | K. Schmidtdorfová | C. Božilovová  | F. Harteveldová |

E.S.F.
| rok  | místo     | −55 kg         | −55 kg         | −65 kg        | −73 kg           | −80 kg           | −95 kg         | +95 kg         |
| ---- | --------- | -------------- | -------------- | ------------- | ---------------- | ---------------- | -------------- | -------------- |
| 2012 | Luck      | S. Pachniková  | S. Pachniková  | V. Kovalová   | M. Skibová       | S. Pantělejevová | M. Dvorecká    | A. Žigalovová  |
| 2013 | Varšava   | A. Skarupová   | A. Skarupová   | A. Bojkovová  | A. Vasylenková   | M. Maksymenková  | T. Izototová   | O. Kovalenková |
| 2014 | Varšava   | V. Cjupová     | V. Cjupová     | A. Bojkovová  | J. Palamatčuková | S. Pantělejevová | A. Tarasovová  | O. Kovalenková |
| 2015 | Šiauliai  | J. Chlytinová  | J. Chlytinová  | A. Bojkovová  | M. Skrajnowska   | M. Maksymenková  | J. Šitikovová  | A. Žigalovová  |
| 2016 | Krotoszyn | K. Golakovová  | K. Golakovová  | S. Trosjuková | O. Lebeděvová    | A. Alexandrovová | J. Šitikovová  | A. Poljakovová |
| 2017 | Tbilisi   | K. Namyślaková | K. Namyślaková | M. Maciosová  | M. Skrajnowska   | A. Alexandrovová | L. Vickopovová | A. Poljakovová |
| rok  | místo     | −55 kg         | −60 kg         | −65 kg        | −73 kg           | −80 kg           | −95 kg         | +95 kg         |
| 2018 | Plovdiv   | K. Golakovová  | V. Odyncovová  | V. Kovalová   | M. Skrajnowska   | J. Aleksejevová  | L. Vickopovová | A. Poljakovová |